# Sudafrica ai Giochi della XI Olimpiade
Il Sudafrica partecipò ai Giochi della XI Olimpiade, svoltisi a Berlino, Germania, dal 1º al 16 agosto 1936, con una delegazione di 32 atleti impegnati in sei discipline.

## Medagliere
| Medaglia | Atleta            | Sport    | Evento     |
| -------- | ----------------- | -------- | ---------- |
| Argento  | Charles Catterall | Pugilato | Pesi piuma |